# Ионийцы
Иони́йцы, или ионя́не (др.-греч. Ἴωνες, греч. Ίωνες) — одно из главных древнегреческих племён. Занимали территорию Аттики, часть острова Эвбея, другие острова Эгейского моря, за исключением Лесбоса, Родоса и Тенедоса. В XI—IX веках до н. э. ионийцы колонизировали среднюю часть западного побережья Малой Азии (область Иония), позже берега Чёрного и Мраморного морей. Ионийский диалект получил широкое распространение, на нём сохранилась богатая литература (Гомер, Геродот и др.) и значительное количество эпиграфических памятников.
В историческом развитии эолийцы и ахейцы мало значимы в сравнении с дорийцами и ионийцами, которые являются главными носителями греческой культуры. К такому же выводу приходит и лингвистика, признающая самостоятельное развитие только за дорийскими и ионийскими диалектами.

## В легендах
Ионийцы — одно из четырёх главных племён греческого народа, по традиции, сформулированной уже Гесиодом — наряду с дорийцами, эолийцами и ахейцами. В древнегреческой мифологии племена производились от сыновей Эллина — Дора и Эола, и сыновей третьего их брата, Ксуфа — Ахея и Иона. Последний считался родоначальником племени ионян.
Согласно ветхозаветной традиции, название происходит от имени библейского Иавана (он же Яван и Юнан), сына Иафета, внука Ноя.

## Состав
Население Ионии в историческое время не отличалось чистотой крови и представляло собой пёструю смесь различных элементов, что и даёт право, вместе с Геродотом и другими древними, отличать собственно ионийцев — продукта этого смешения, от афинян, гордившихся своим древним пеласгическим происхождением. В смешанную национальность ионийцев, кроме собственно ионийцев, входили абанты из Эвбеи, минийцы, кадмейцы, дриопы, фокейцы, молоссы, аркадские пеласги и эпидаврийские доряне. Да и сами ионийцы, выселившиеся из Афин, по словам Геродота, прибыли в Малую Азию без жён и взяли себе здесь в супружество карийских женщин. Знатные и династические роды в ионийских городах вели своё происхождение от Нелея, древнейшего царя мессенского Пилоса, сыном которого был гомеровский Нестор. Предание приводит этих нелидов (к которым принадлежал и Кодр) также сначала в Афины, где они достигают, в лице Меланфа, царской власти. Но сами ионийцы производили своих нелидов непосредственно из Пилоса. Может быть, Кодр лишь впоследствии вплетён в их генеалогию.
Этнографическая пестрота населения Ионии находит себе выражение и в том, что, наряду с исконными ионийскими филами, в ионийских городах находятся ещё и другие, в особенности филы ворейцев и инопов. В Эфесе, в котором состав населения был особенно пёстр, ионийцы составляли всего лишь одну филу, эфесцев, подразделениями которой были древние ионийские филы. О том, что и Пелопоннес дал часть, и довольно значительную, этого населения Ионии, свидетельствует руководящая роль Аргоса и Микен в эпосе, продукте чисто ионийском, и культ Геры на Самосе. Различные данные указывают на глубокую древность поселения ионийцев в Малой Азии. Азиаты, с весьма ранних пор сталкивавшиеся с ионийцами, называют их именем всех греков. Слова Иаван у евреев (Быт. 10:2, в оригинале ивр. יָוָן‎) и др.-перс. Yaunâ у персов доказывают, что знакомство азиатов с ионийцами состоялось ещё в эпоху существования дигаммы в ионийском наречии.

## Происхождение
По преданию, наиболее распространённому, благодаря авторитету Геродота, но вряд ли особенно древнему, ионийцы первоначально жили по северному побережью Пелопоннеса, в исторической Ахайе (гомеровский каталог кораблей причисляет эту область к владениям Агамемнона, под именем Эгалея, и не упоминает здесь ионийцев). Отсюда они были вытеснены ахейцами, в свою очередь сдвинутыми из своих первоначальных областей переселившимися в Пелопоннес дорийцами. Ионийцы переселились в Аттику. Отсюда, через два поколения, ионийцы переселились в Малую Азию, под предводительством сыновей Кодра, не пожелавших оставаться в Аттике после уменьшения значения царской власти. Как на доказательство того, что первоначальной родиной ионийцев была пелопоннесская Ахайя, Геродот указывает на то, что в обеих областях было по 12 городов (в малоазиатской Ионии: Фокея, Клазомены, Эрифры, Теос, Лебед, Колофон, Эфес, Приена, Миунт, Милет, и на островах: Самос и Хиос). Кроме того, и там и здесь почитался Посейдон Геликонский (впрочем, в тождественности культов Посейдона в Ахайе и Ионии существуют некоторые сомнения).
Общее мнение древности, однако, позабыло о происхождении ионийцев из пелопоннесского Эгалея и считало их непосредственно колонистами афинян, причём главным доказательством тесной связи Аттики и Ионии были тождественные филы Гелеонтов, Оплитов, Эгикореев и Аргадеев, производившиеся от сыновей Иона.
Из новейших учёных Эрнст Курциус выставил гипотезу об автохтонстве ионийцев в Азии, откуда они с незапамятных времён переселились, по его мнению, через острова архипелага в Аттику («Die Joiner vor der ionischen Wanderung», Берлин, 1855); он держится её во всех изданиях своей «Истории Греции». Гипотеза эта была подвергнута весьма строгой критике уже Гутшмидом («Beiträge zur Gesch. d. alt. Orients», Лейпциг, 1856) и вслед за ним была единодушно отстранена, пока А. Гольм не воскресил её снова в своей «Geschichte Griechenlands» (I, 86, Берлин, 1886). Теперь, однако, гипотеза может считаться устранённой, в особенности после веских возражений Э. Мейера («Geschichte des Altertums» II, §§ 155—160, Штутгарт, 1893), который указывает, между прочим, на то обстоятельство, что города ионийцев тянулись вдоль морского берега, вовсе не проникая вглубь страны, как и всегда было с греческими колониями; это служит лучшим доказательством того, что они пришли с моря. У самих ионийцев всегда жило сознание того, что они колонисты, а не туземцы. Самое распространение ионийцев по Кикладам и побережью Малой Азии Э. Мейер считает долгим и сложным процессом, закончившимся в так называемую Микенскую эпоху. Курциус возражал Мейеру в статье: «Wie die Athener J. wurden» (в журнале «Hermes», № 25 1890 г.). Бузольт («Griechische Geschichte», I2, 1893, стр. 277 и сл.) склоняется к более поздней дате заселения ионийцев и, в особенности, Киклад, ввиду почти полного отсутствия предметов «микенского стиля» в некрополях этих мест.

## Значение в государстве
Ионийские города, к которым в довольно древнее время примкнула эолийская Смирна, составляли союз, центром которого было святилище Панионион на мысе Микале. В эпоху Крёза все ионийские города на материке подпали под власть Лидии и с падением лидийского владычества (546 год до н. э.) перешли под власть Персии. Вскоре та же участь постигла Хиос и Самос. Персы сажали по городам тиранов (из числа их же граждан), которые хорошо уживались с населением. Попав в конце VI века до н. э. под персидское иго, Иония была отброшена в своём историческом развитии далеко назад. В 500 году до н. э. вспыхнуло восстание ионийцев, которое было подавлено после сражения ионийского флота с персидским при Ладе и разрушения Милета (494 год до н. э.).
Во время греко-персидских войн ионийцы сражались в рядах персов, но в сражении при Микале они перешли на сторону греков (479 год до н. э.). После победы Кимона при Эвримедонте (465 год до н. э.) города ионийцев фактически стали свободны. Состоялось ли официальное подтверждение этой свободы — в точности неизвестно, так как мир, переговоры о котором вёл около 449 года до н. э. при персидском дворе афинянин Каллий (так называемый Кимонов мир), по-видимому, не был ратифицирован. По Анталкидову миру (387 год до н. э.) города ионийцев опять подпали под персидскую зависимость. Затем последовательно они переходили под власть македонян и римлян, отличаясь и в эпоху упадка Греции сравнительным процветанием и богатством.

## Наука и искусство
Среди ионийцев с древнейших времён процветали искусства и науки; уроженцами Ионии были: Фалес, Анаксимандр, Анаксимен, Ксенофан, Анаксагор, Гекатей Милетский, Анакреонт, Мимнерм, Апеллес и Паррасий.